# Небуг (река)
Небуг — река в Туапсинском районе Краснодарского края России, северо-западнее города Туапсе.
Небуг берёт начало на южном склоне горы Фаше (812 м) Главного Кавказского хребта на высоте около 500 метров над уровнем моря. Бассейн реки окружают многочисленные горы, покрытые смешанным лесом. Долина реки имеет много перепадов и обрывов. На реке Понежина (приток Небуга) в верхнем течении имеются водопады и скалы.
Длина реки составляет 18 км, площадь водосбора — 73,3 км². Расход воды значительно увеличивается во время паводков и достигает 600 м³/с. На реке случается 10—12 паводков в год. Средний расход воды — 2,53 м³/с. Впадает в Чёрное море у одноимённого посёлка.